# Бельмон (Верхняя Сона)
Бельмо́н (фр. Belmont) — коммуна во Франции, находится в регионе Франш-Конте. Департамент — Верхняя Сона. Входит в состав кантона Мелизе. Округ коммуны — Люр.
Код INSEE коммуны — 70062.

## География

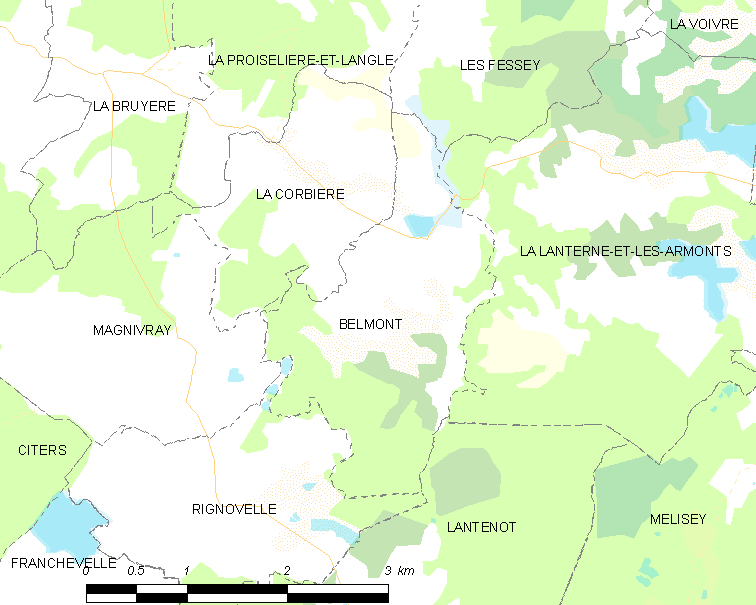
Карта коммуны

Коммуна расположена приблизительно в 330 км к востоку от Парижа, в 75 км северо-восточнее Безансона, в 32 км к северо-востоку от Везуля.
На востоке коммуны протекает река Лантерн.

## Население
Население коммуны на 2010 год составляло 113 человек.
| 1962 | 1968 | 1975 | 1982 | 1990 | 1999 | 2010 |
| ---- | ---- | ---- | ---- | ---- | ---- | ---- |
| 179  | 166  | 118  | 117  | 123  | 112  | 113  |

## Администрация
| Период | Период | Фамилия            | Партия | Примечания |
| ------ | ------ | ------------------ | ------ | ---------- |
| 2001   | 2008   | Мари-Луиза Ламболи |        |            |
| 2008   | 2014   | Мишель Сеген       |        |            |

## Экономика
В 2010 году среди 74 человек трудоспособного возраста (15—64 лет) 55 были экономически активными, 19 — неактивными (показатель активности — 74,3 %, в 1999 году было 73,4 %). Из 55 активных жителей работали 49 человек (25 мужчин и 24 женщины), безработных было 6 (3 мужчины и 3 женщины). Среди 19 неактивных 4 человека были учениками или студентами, 11 — пенсионерами, 4 были неактивными по другим причинам.

## Достопримечательности
- Мэрия и общественная прачечная (XIX век). Исторический памятник с 2005 года[3]